# Maison Auclair-L'Heureux
 (mai 2025).
La mise en forme du texte ne suit pas les recommandations de Wikipédia : il faut le « wikifier ».
Les points d'amélioration suivants sont les cas les plus fréquents :
- Les titres sont pré-formatés par le logiciel. Ils ne sont ni en capitales, ni en gras.
- Le texte ne doit pas être écrit en capitales (les noms de famille non plus), ni en gras, ni en italique, ni en « petit »…
- Le gras n'est utilisé que pour surligner le titre de l'article dans l'introduction, une seule fois.
- L'italique est rarement utilisé : mots en langue étrangère, titres d'œuvres, noms de bateaux, etc.
- Les citations ne sont pas en italique mais en corps de texte normal. Elles sont entourées par des guillemets français : « et ».
- Les listes à puces sont à éviter, des paragraphes rédigés étant largement préférés. Les tableaux sont à réserver à la présentation de données structurées (résultats, etc.).
- Les appels de note de bas de page (petits chiffres en exposant, introduits par l'outil «  Source ») sont à placer entre la fin de phrase et le point final[comme ça].
- Les liens internes (vers d'autres articles de Wikipédia) sont à choisir avec parcimonie. Créez des liens vers des articles approfondissant le sujet. Les termes génériques sans rapport avec le sujet sont à éviter, ainsi que les répétitions de liens vers un même terme.
- Les liens externes sont à placer uniquement dans une section « Liens externes », à la fin de l'article. Ces liens sont à choisir avec parcimonie suivant les règles définies. Si un lien sert de source à l'article, son insertion dans le texte est à faire par les notes de bas de page.
- La présentation des références doit suivre les conventions bibliographiques. Il est recommandé d'utiliser les modèles {{Ouvrage}}, {{Chapitre}}, {{Article}}, {{Lien web}} et/ou {{Bibliographie}}. Le mode d'édition visuel peut mettre en forme automatiquement les références.
- Insérer une infobox (cadre d'informations à droite) n'est pas obligatoire pour parachever la mise en page.

Pour une aide détaillée, merci de consulter Aide:Wikification.
Si vous pensez que ces points ont été résolus, vous pouvez retirer ce bandeau et améliorer la mise en forme d'un autre article.
 (avril 2025).
 (avril 2025).
La maison Auclair-L'Heureux, située au 1695 boulevard Bastien à Québec, est construite en 1684 pour Pierre Auclair et Marie-Madeleine Sédilot,.Le Gouvernement du Québec classe la maison et son site en 2022.

## Description
La maison Auclair-L'Heureux est une construction en pierre des champs, recouverte d'un enduit blanc. Le mur pignon est présente un parement en bardeaux de bois. Le bâtiment est coiffé d'un toit à croupes couvert de bardeaux de cèdre. Son plan est rectangulaire et allongé, avec un étage et demi. La façade sud est munie d'une galerie en bois, également protégée par un toit à croupes. Les fenêtres, rectangulaires et à battants de bois, sont accompagnées de contrefenêtres à grands carreaux. Des lucarnes à pignon percées de fenêtres à battants éclairent l'étage. Le portail principal, en bois, est orné de pilastres cannelés et d'un entablement encadrant une porte à panneaux vitrés. La maison conserve également une souche de cheminée centrale en maçonnerie de pierre.
À l'intérieur, la charpente de toit est constituée de fermes assemblées par chevillage de bois, renforcées par un faîtage et des croix de Saint-André. L'entrée de la cave est protégée par un tambour en planches verticales, coiffé d'un toit à pignon couvert de bardeaux de cèdre. Le mur pignon ouest du premier carré de maçonnerie demeure visible à l'intérieur du bâtiment.

## Histoire
La maison Auclair-L'Heureux a été construite en 1684 par Pierre Auclair et son épouse Marie-Madeleine Sédilot, après l'acquisition d'une terre dans la concession Saint-Bernard de la seigneurie de Saint-Ignace en 1678. Le bâtiment a été agrandi en 1719 par une extension vers l'ouest, adoptant un plan rectangulaire allongé. La propriété est demeurée dans la famille Auclair jusqu'en 1841, année où elle est passée à la famille Légaré à la suite du mariage d'Élizabeth Auclair avec Étienne Légaré. En 1860, elle a été transmise à la famille Villeneuve par le mariage d'Élisabeth Légaré avec Jérémie Villeneuve. En 1918, la maison a été cédée à Omer L'Heureux, après une donation de Joseph Jérémie Étienne Villeneuve, qui n'avait pas d'enfants. À partir des années 1940, la propriété a été progressivement morcelée, et une grande partie du terrain a été vendue en 1978 pour l'aménagement d'un quartier résidentiel. La maison a été classée immeuble patrimonial en 2022 en raison de son importance historique et architecturale.

## Galerie

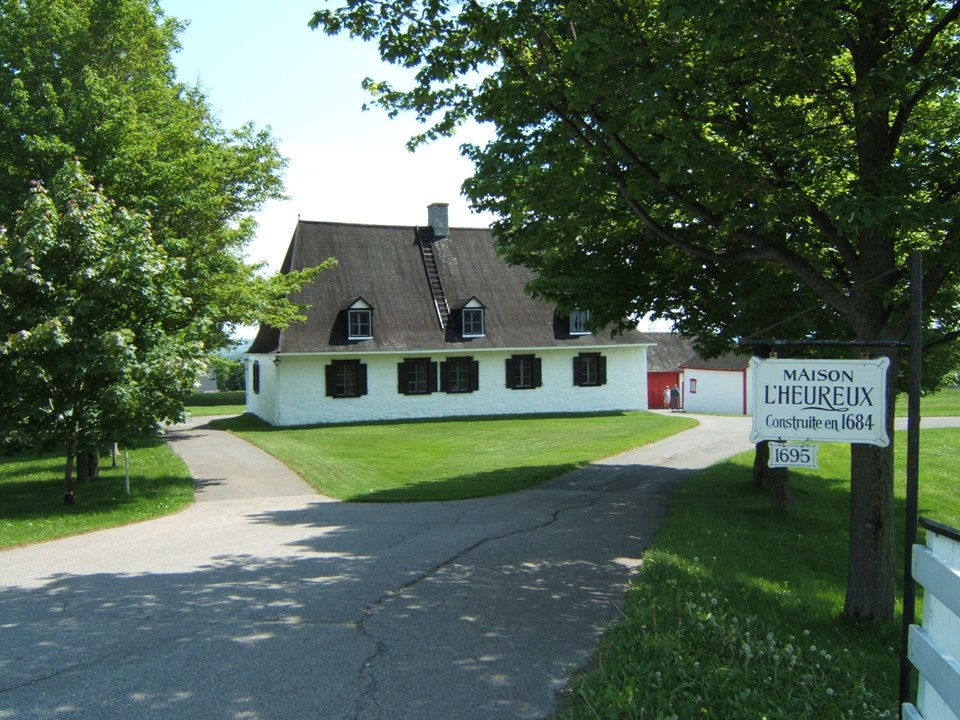
Maison Auclair l'Heureux
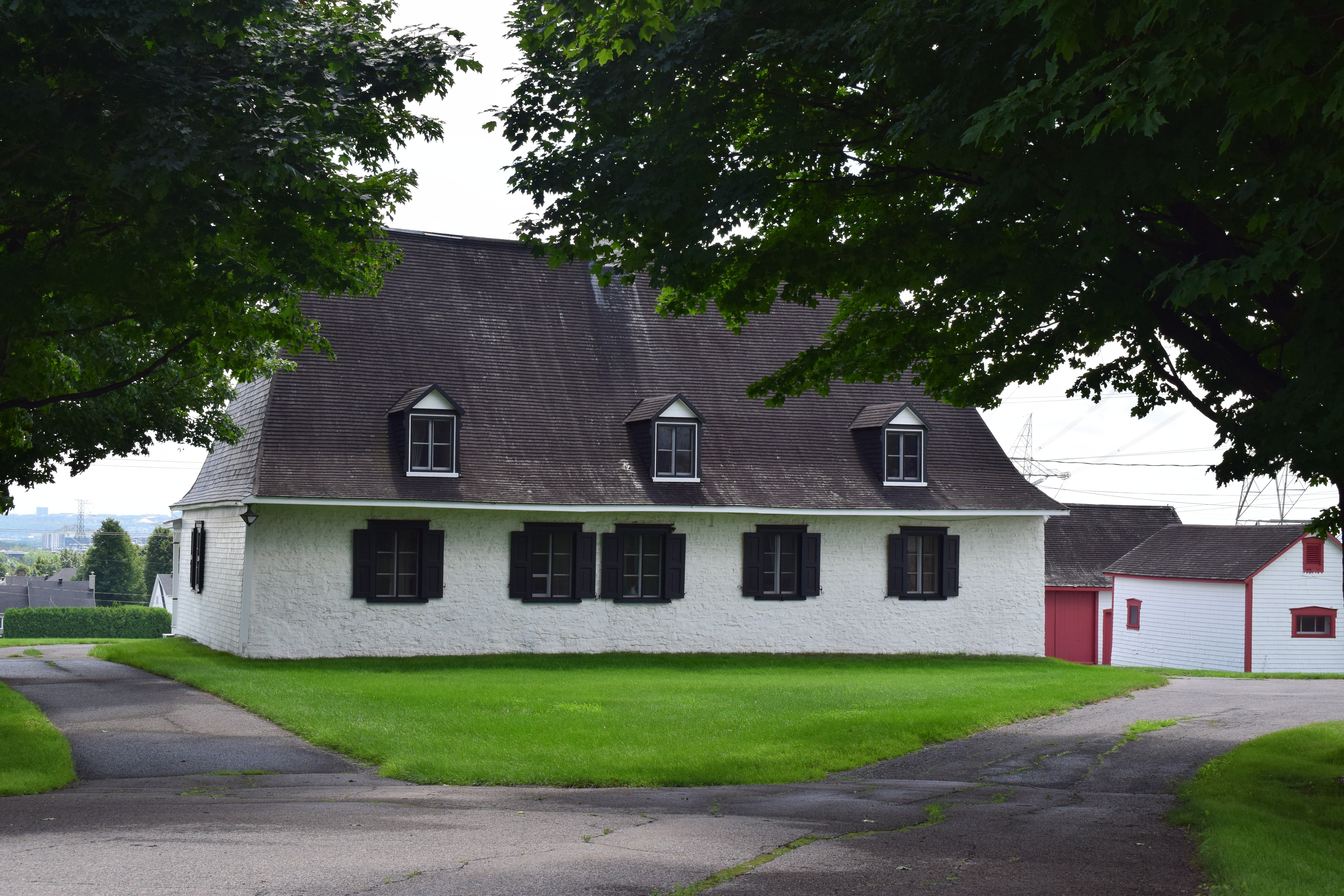
Maison Auclair l'Heureux
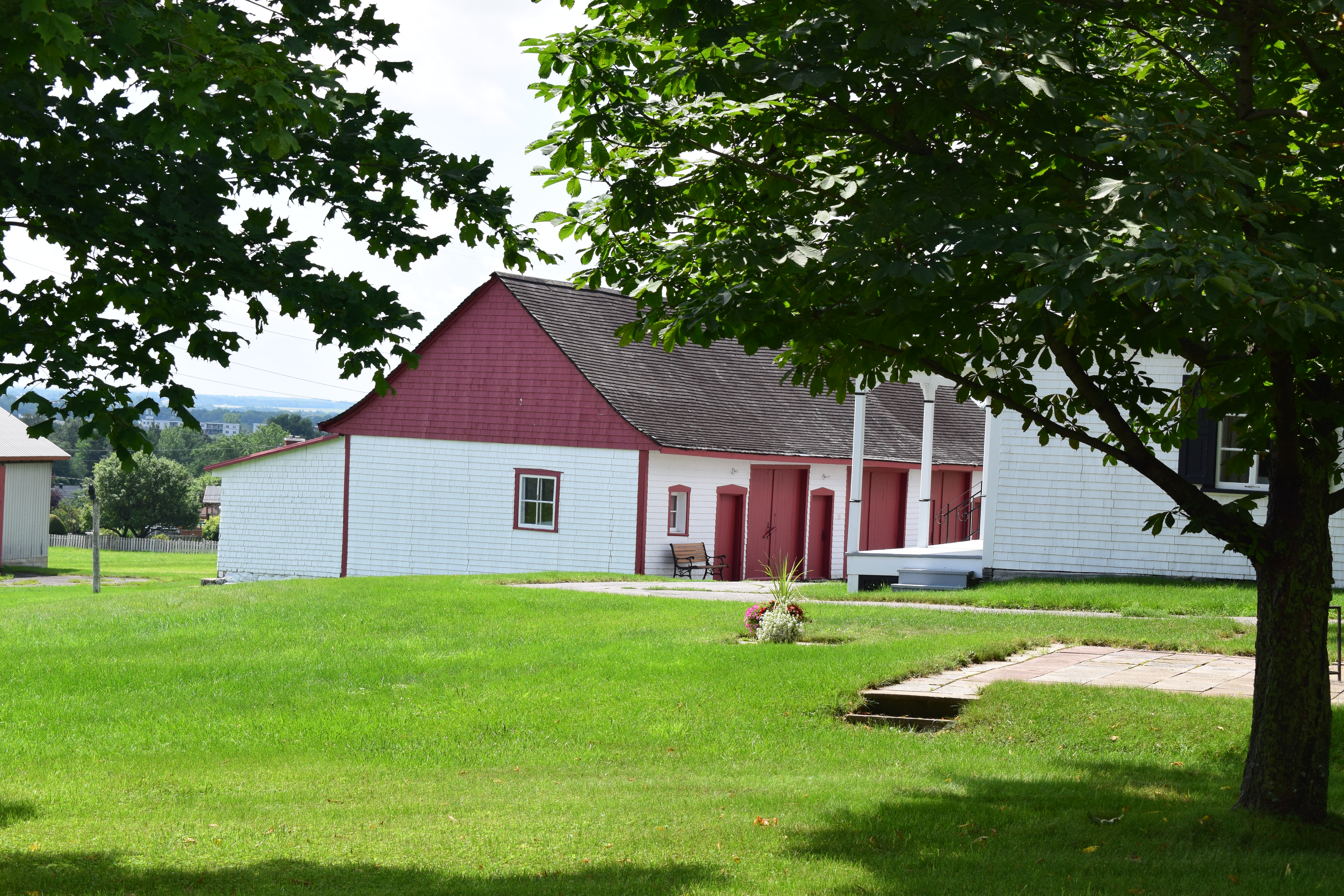
Maison Auclair l'Heureux
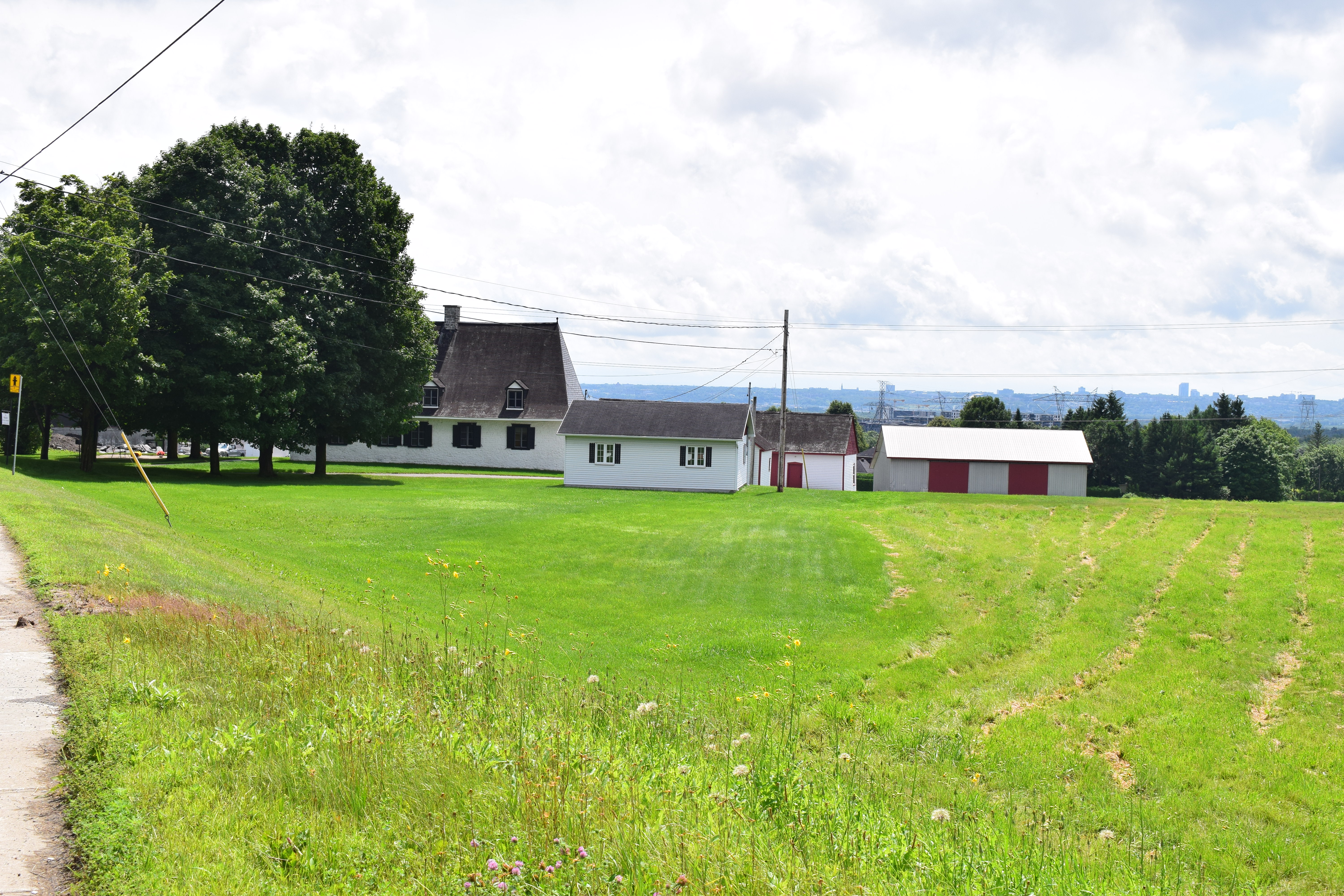
Maison Auclair l'Heureux
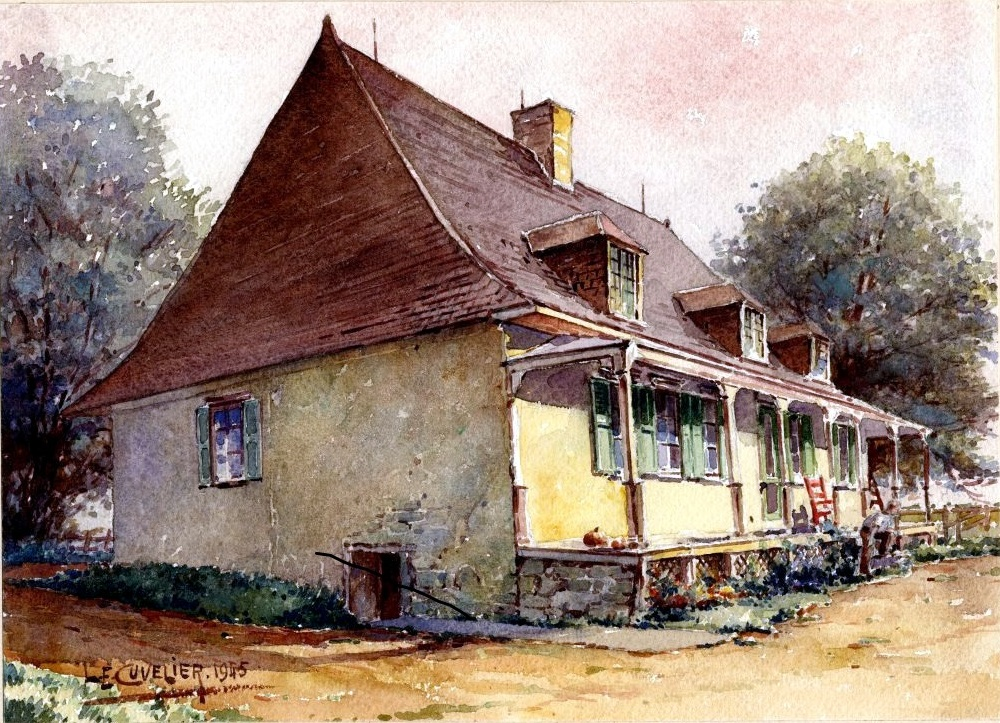
Maison Auclair l'Heureux
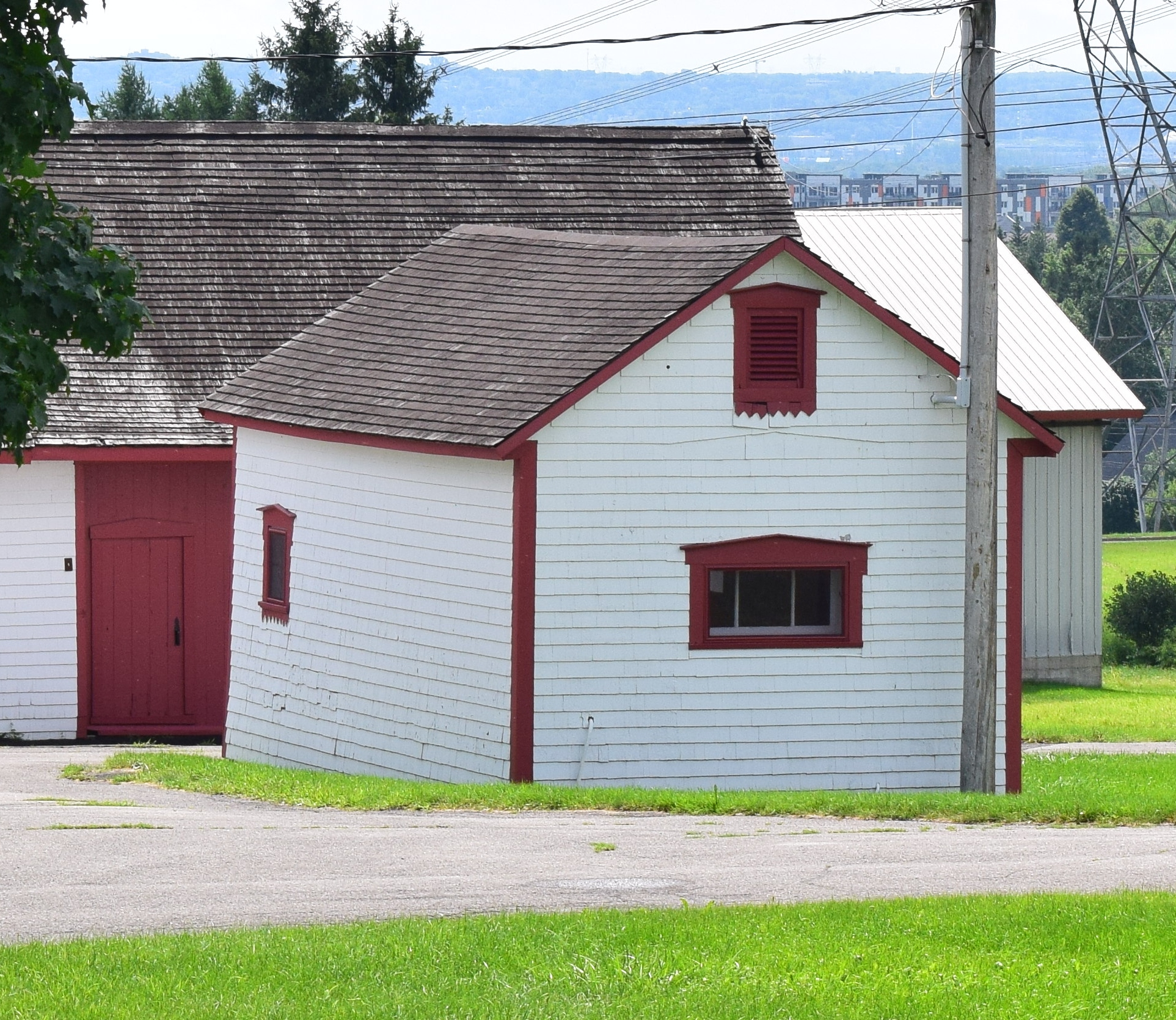
Maison Auclair l'Heureux